# Stráž nad Nisou
Stráž nad Nisou è un comune della Repubblica Ceca facente parte del distretto di Liberec, nella regione omonima.